# 三巴旺空军基地
三巴旺空军基地（英語：Sembawang Air Base）位於新加坡本島北部，由英國政府在1932年建立，最初屬英國皇家海軍及馬來亞司令部管轄。1939年由英國皇家空軍管理。1971年，由新加坡共和国空军部队所属的「Singapore Air Defence Command」接管。1983年，它成為「旋翼航空器」或「直升機」基地。现役机种包括欧直AS332超级美洲狮直升机与CH-47 契努克直升机。
三巴旺溫泉位于三巴旺空军基地的北部。

## 圖輯

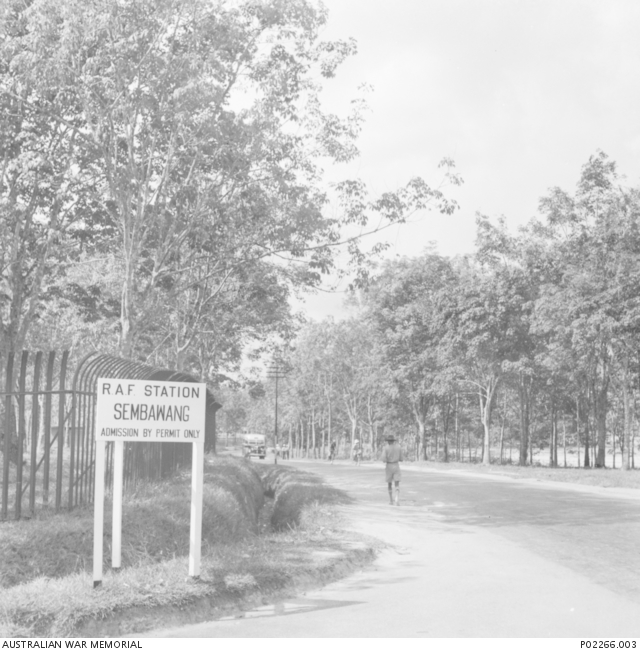
攝於約1941年，三巴旺皇家飛行場入口
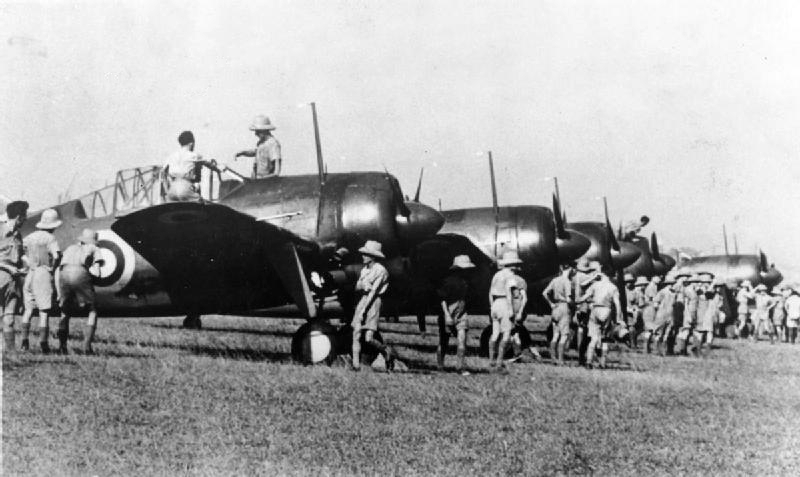
攝於1941年10月12日在新加坡三巴旺航空場，英國皇家空軍人員正在檢查來自澳大利亚皇家空军第453中队的布魯斯特水牛式 Mark I 戰鬥機
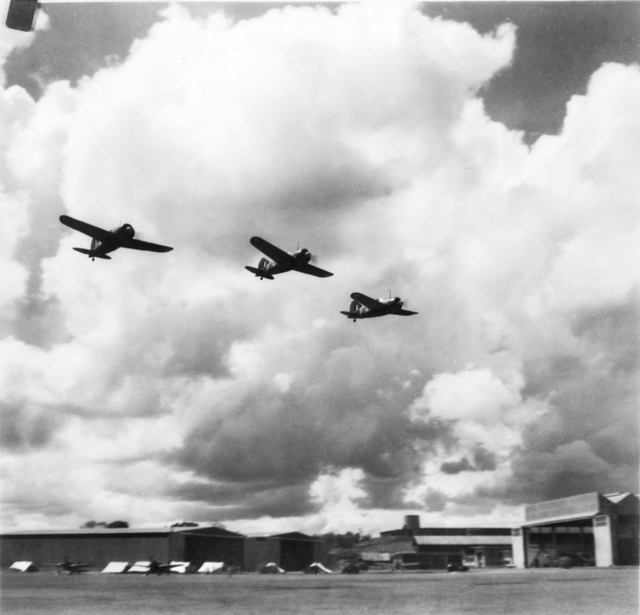
1941年，隸屬第21飛行中隊的布魯斯特水牛式戰鬥機在三巴旺皇家飛行場上空飛行
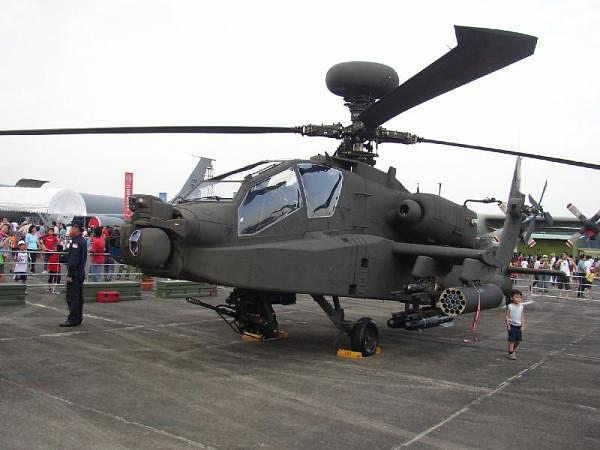
新加坡共和國空軍120中隊的AH-64D 長弓阿帕奇武裝直升機在新加坡空軍開放日時作靜態展示
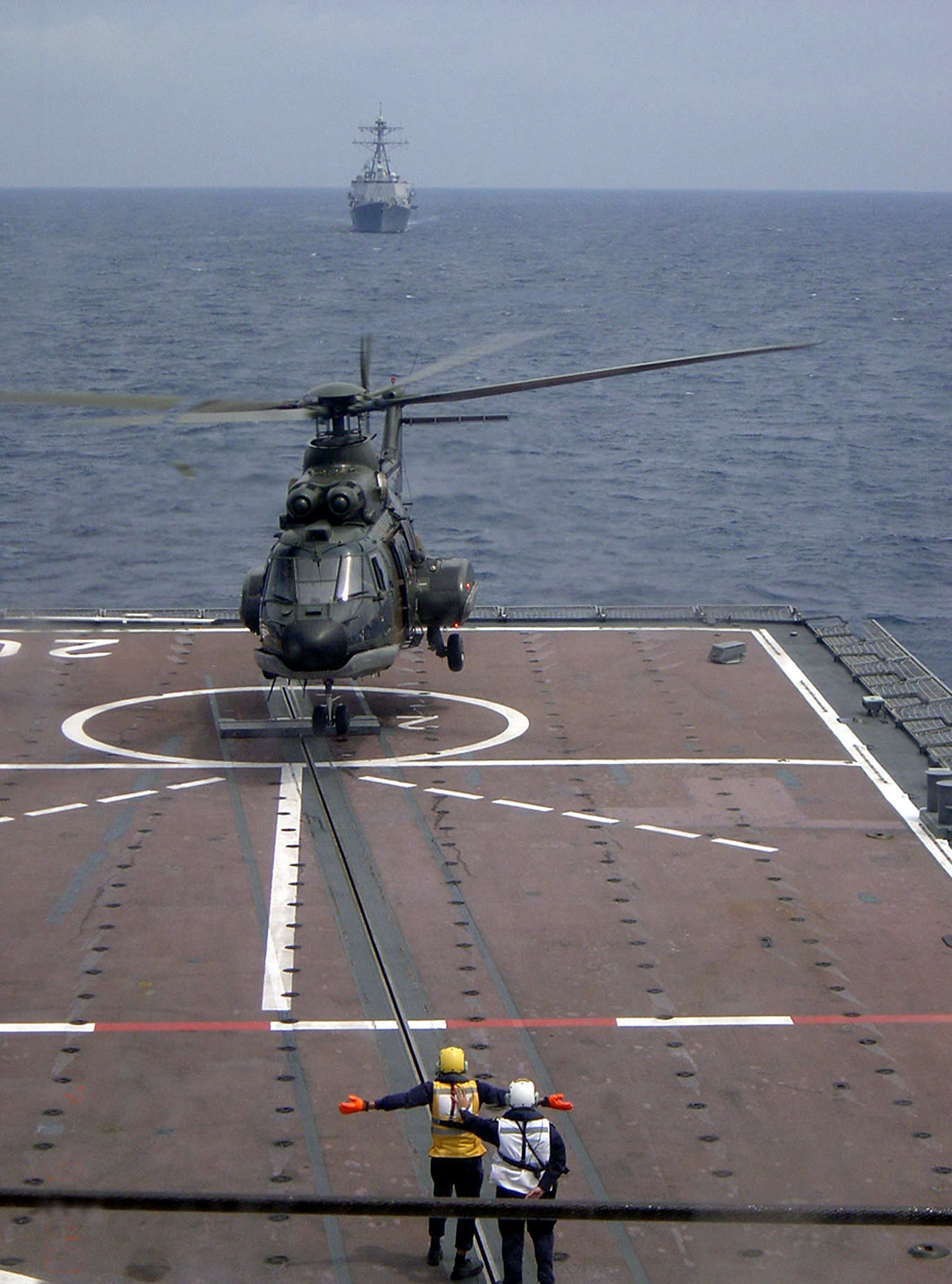
125 Squadron Super Puma takes off from the flight deck of the RSS Resolution – an Endurance-class LST. Visible in the foreground is the Aircraft Ship Integrated Secure and Traverse (ASIST) system.
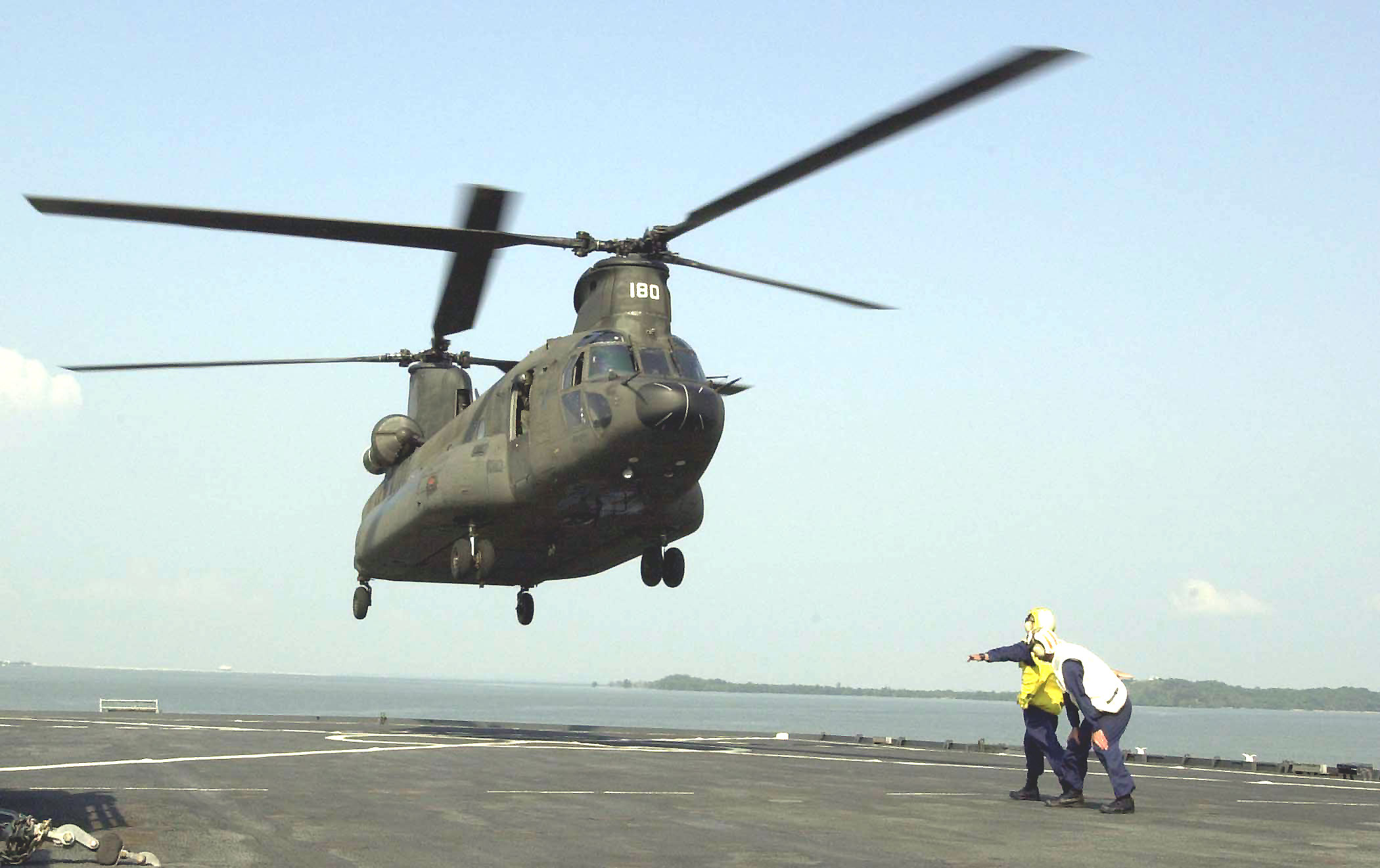
127 Squadron CH-47SD lands aboard “拉什摩爾”号船塢登陸艦 during Exercise CARAT 2001.